# Rasmus Rask
Rasmus Kristian Rask (nom de naixement Rasmus Christian Nielsen Rasch; a vegades anomenat Erasmus Rask; Brændekilde, Municipi d'Odense, Fiònia, 22 de novembre de 1787 – Copenhaguen, 14 de novembre de 1832) fou un lingüista i filòleg danès. És autor de nombroses gramàtiques i iniciador del mètode històrico-comparatiu, amb un esbós de proposta del que es coneix com a Llei de Grimm, i de la indoeuropeística com a ciència. Va viatjar a molts llocs (Islàndia, Rússia, Pèrsia, Índia, Sri Lanka) per estudiar-ne les llengües i es diu que era un políglot que en dominava més de 25 i tenia nocions de fins a 50.

## Vida i obra
Rask va néixer a l'illa danesa de Fiònia, fill d'un petit agricultor i sastre, que tanmateix posseïa una petita biblioteca. El 1801, als 13 anys, va anar a l'escola a Odense. A l'escola va destacar i el seu mestre, Jochum E. Suhr, li va deixar una còpia del Heimskringla de Snorri Sturluson, i el rector, Ludvig Heiberg, li'n va donar una traducció com a premi per la seva diligència. Mitjançant la comparació de l'obra original i la traducció, va fer un vocabulari de l'islandès antic. A l'escola hi va estudiar llatí i grec i altres llengües modernes. El 1808 ingressà a la Universitat de Copenhaguen, en principi com a estudiant de teologia, però va continuar estudiant llengües: així dominà diverses llengües clàssiques, germàniques, romàniques i algunes eslaves. El 1809 ja va publicar una primera gramàtica de l'islandès.
El 1811, la Reial Acadèmia Danesa de Ciències i Lletres va oferir un premi a un treball sobre història de la llengua que investigués sobre l'origen de la llengua escandinava. Rask va proposar un viatge a Suècia per dur a terme estudis sobre el sami i finès per poder avaluar la seva relació amb les llengües escandinaves, viatge que va fer el 1812. Al seu retorn l'Institut Arnamagnæan el va contractar per editar el diccionari islandès de Björn Halldórsson, que era inèdit. Rask va visitar Islàndia, entre 1813 i 1815 per conèixer-ne la llengua i la literatura i els costums.

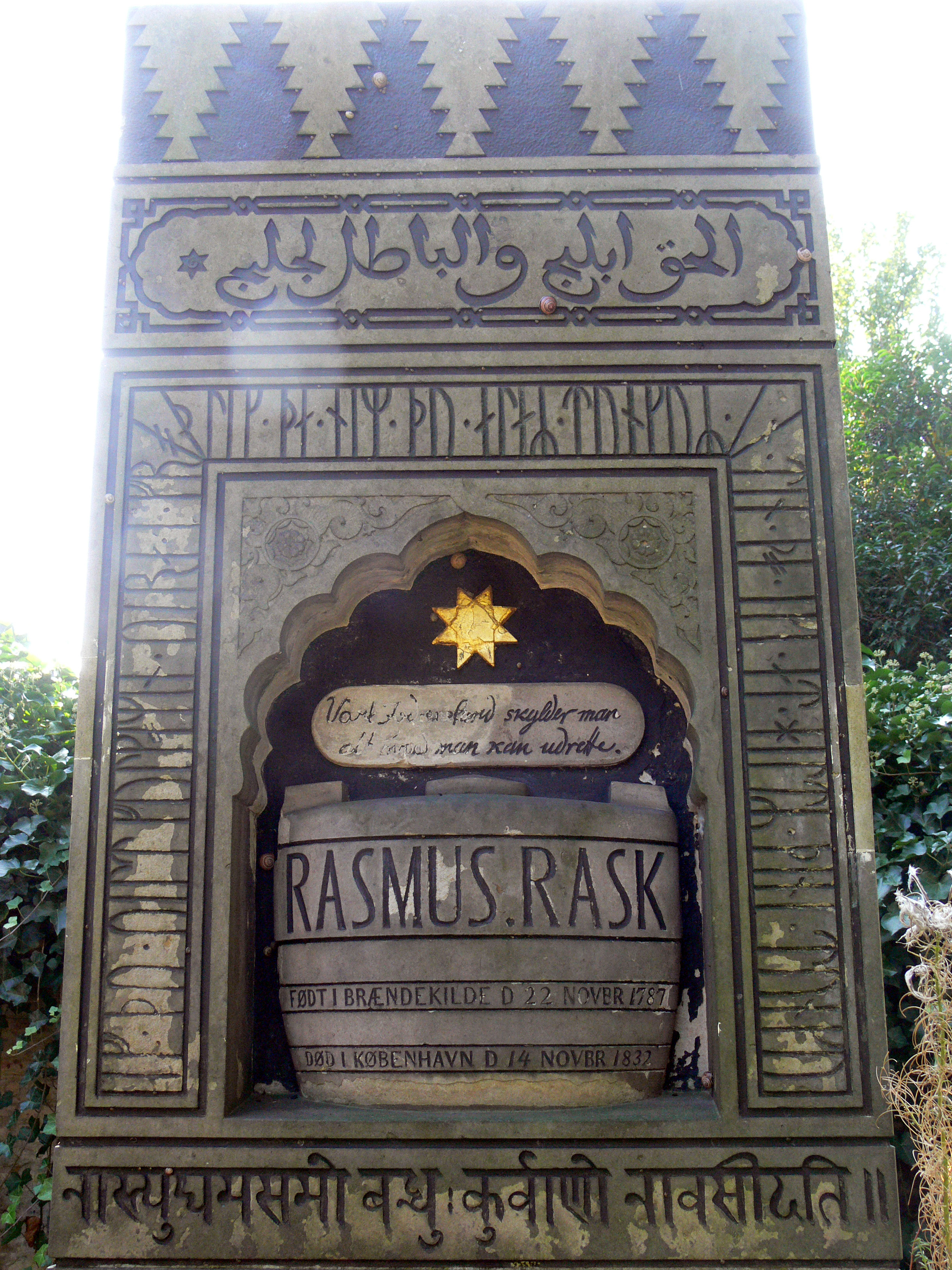
Tomba de Rask al Cementiri Assistens de Copenhagen. Les inscripcions estan en persa (a dalt), noruec antic (en runes, al voltant), sànscrit (a baix) i danès, amb el sentit: "si vols esdevenir perfecte en el coneixement, has d'aprendre totes les llengües, sense, no obstant, negligir la teva"

El 1814, quan encara estava a Islàndia, va acabar l'assaig pel qual havia obtingut el premi: "Investigació de l'origen de l'antic nòrdic o idioma islandès" (1818). En aquest assaig sostenia que l'antic nòrdic estava relacionat amb les llengües germàniques, incloent-hi el gòtic, amb les llengües bàltiques i eslaves, i fins i tot amb el llatí clàssic i el grec (que va agrupar sota l'etiqueta de "traci"). També va argumentar que les llengües germàniques no estaven relacionades ni amb el basc, ni amb el groenlandès, ni amb el finlandès, ni amb les llengües cèltiques (punt, aquest darrer, erroni, com més endavant es va provar). En aquest assaig va formular el que es coneix com a Llei de Grimm, però la tardança en la publicació i el fet que fos escrit en danès el van fer passar desapercebut entre la comunitat científica.
L'acadèmia va acceptar l'assaig però va insistir en la comparació amb altres idiomes. Rask va pensar, doncs, en fer un viatge per ampliar estudis de llengües de l'Àsia, com el sànscrit, que es començava a estudiar a Alemanya de la mà de Franz Bopp i Friedrich Schlegel. Va viatjar, amb una beca reial, a partir de 1816 a Rússia, a Sant Petersburg (1818), i Pèrsia (fins a l'any 20) i seguidament fins a l'Índia i Ceilan (1820-23). En aquest viatge aprengué molts idiomes i va adquirir un cert nombre de valuosos manuscrits que després llegaria a la Biblioteca de la Universitat.
La major part de la recerca de Rask es va fer amb el suport financer d'institucions. Fou bibliotecari i director de la biblioteca de la Universitat de Copenhaguen. Però no fou nomenat professor (primer en literatura comparada, 1825, i després en llengües orientals, 1831) fins relativament tard.
Rask va morir de tuberculosi als 44 anys. El canvi del cognom del seu originari "Rasch" a Rask, respon a la seva pròpia invenció d'una ortografia més acostada a la pronúncia per al danès.

## Publicacions
- Vejledning til det Islandske eller gamle Nordiske Sprog (Introducció a l'islandès o antic noruec), 1811; traducció anglesa 1843
- Angelsaksisk sproglaere tilligemed en kort laesebog (Gramàtica de l'Anglo-saxó, amb una antologia), 1817; traducció anglesa 1830
- Undersøgelse om det gamle Nordiske eller Islandske Sprogs Oprindelse (Investigació sobre l'origen de l'antic noruec o islandès), 1818 (premi de l'Acadèmia)
- Singalelisk Skriftlære Arxivat 2020-01-07 a Wayback Machine. (Ortografia del cingalès), 1821
- Spansk Sproglære (Gramàtica espanyola), 1824
- Frisisk Sproglære (Gramàtica frisona), 1825
- Dansk Retskrivingslære (Ortografia danesa), 1826
- Om Zendsprogets og Zendavestas Ælde og Ægthed (Sobre l'antiguitat i autenticitat del Zend i de l'Avesta zend), 1826
- Italiænsk Formlære (Gramàtica italiana), 1827
- Den gamle Ægyptiske Tidsregning (Cronologia de l'antic Egipte), 1827
- Vejledning til Akra-Sproget på Kysten Ginea (Introducció a la llengua d'Accra a la costa de Guinea), 1828
- Den ældste hebraiske Tidsregning indtil Moses efter Kilderne på ny bearbejdet og forsynet med et Kart over Paradis (Antiga cronologia jueva anterior a Moisès, segons les fonts i amb un mapa del paradís), 1828
- A Grammar of the Danish language for the use of Englishmen (Gramàtica del danès per a parlants de l'anglès), 1830
- Ræsonneret lappisk Sproglære (Gramàtica Sami raonada), 1832
- Engelsk Formlære (Gramàtica anglesa), 1832

Fou també editor dels Eddas.